# 16 del Cigne Bb
16 del Cigne Bb (16 Cygni Bb) és un planeta extrasolar que s'hi troba a aproximadament 70 anys llum, a la constel·lació del Cigne. El planeta es va descobrir orbitant l'estrella 16 del Cigne B, un dels components del sistema estel·lar triple 16 del Cigne. Fa una revolució cada 799 dies i va ser el primer Júpiter excèntric a ser descobert.

## Descobriment
L'octubre del 1996 es va anunciar el descobriment d'un company a l'estrella 16 del Cigne B, amb una massa de, com a mínim, 1,68 vegades la de Júpiter. En aquell moment, tenia l'excentricitat orbital més gran de cap planeta extrasolar conegut. El descobriment es va fer mesurant la velocitat radial de l'estrella. Com que se'n desconeix la inclinació de l'òrbita, només se'n sap el límit inferior de la massa.

## Òrbita i massa

L'òrbita de 16 del Cigne Bb (negre) comparada amb els planetes del sistema solar

Contràriament als planetes del nostre sistema solar, l'òrbita del planeta és altament el·líptica, i la seva distància varia entre 0,54 ua al periastre i 2,8 ua a l'apoastre. Aquesta alta excentricitat podria haver estat provocada per interaccions de marea al sistema estel·lar binari, i l'òrbita del planeta podria variar caòticament entre estats de baixa i alta excentricitat en un període de desenes de milions d'anys.
| Company (en ordre des de l'estrella) | Massa   | Semieix major (ua) | Període orbital (dies) | Excentricitat |
| ------------------------------------ | ------- | ------------------ | ---------------------- | ------------- |
| b                                    | 1,68 MJ | 1,68               | 799,5                  | 0,689         |

El límit inferior per a la massa de l'objecte és molt per sota de la línia divisòria entre planetes i nanes marrons, a 13 masses de Júpiter. Mesuraments astromètrics preliminars van suggerir que l'òrbita de 16 del Cigne Bb podria estar molt inclinada respecte a la nostra línia de visió (al voltant de 173°). Això significaria que la massa de l'objecte podria ser d'unes 14 vegades la de Júpiter, cosa que el convertiria en una nana marró poc massiva. Tanmateix, més tard, es va provar que aquestes mesures només eren vàlides per als límits superiors.

## Característiques físiques
Com que el planeta només s'ha detectat indirectament mitjançant mesures de l'estrella mare, es desconeixen característiques com el seu radi, composició i temperatura.
Zona habitable
L'òrbita altament excèntrica del planeta significa que el planeta tindria efectes estacionals extrems. Tot i això, algunes simulacions suggereixen que un satèl·lit semblant a la Terra podria tenir aigua líquida durant tot l'any. A causa de l'òrbita excèntrica d'aquest gegant gasós massiu, és improbable que un planeta habitable pogués sobreviure en aquest sistema.